# Docteur Lisa
Pour plus de détails, voir Fiche technique et Distribution.
Docteur Lisa (titre original : Доктор Лиза, Doktor Lisa) est un film russe réalisé par Oxana Karas, sorti en 2020,.

## Fiche technique
- Titre : Docteur Lisa
- Titre original : Доктор Лиза, Doktor Lisa
- Réalisation : Oxana Karas
- Scénario :Alexeï Iliouchkine, Natalia Koudriachova, Oxana Karas
- Photographie : Sergueï Matchilski
- Montage : Vladimir Voronine, Olga Prochkina
- Musique : Youri Poteïenko
- Décors : Pavel Parkhomenko, Ouliana Polianskaïa, Oleg Matrokhine
- Pays d'origine :  Russie
- Langue : Russe
- Format : Couleur
- Genre : Film dramatique, Film biographique
- Durée : 120 minutes (2 h 0)

## Distinction

### Récompenses
- 33e cérémonie des Nika : meilleure actrice pour Tchoulpan Khamatova, meilleure actrice dans un second rôle pour Tatiana Doguileva

### Nominations
- 19e cérémonie des Aigles d'or : meilleure musique
- 33e cérémonie des Nika : meilleur film, meilleur acteur pour Andreï Bourkovski, meilleure musique